# Murina suilla
Murina suilla — вид ссавців родини лиликових.

## Проживання, поведінка
Країна поширення: Індонезія (Ява, Калімантан, Суматра), Малайзія (Сабах, Саравак); Таїланд. Середовище проживання низовинні ліси від рівня моря до 1540 м над рівнем моря, але і, мабуть, інші місця проживання, будучи записаними на бананових плантаціях.

## Загрози та охорона
Немає серйозних загроз для цього виду, хоча втрата середовища проживання через вирубку, плантації, сільське господарство та лісові пожежі можуть впливати на деякі групи населення. Він був записаний в охоронних територіях по всьому ареалу.